# Misericorde

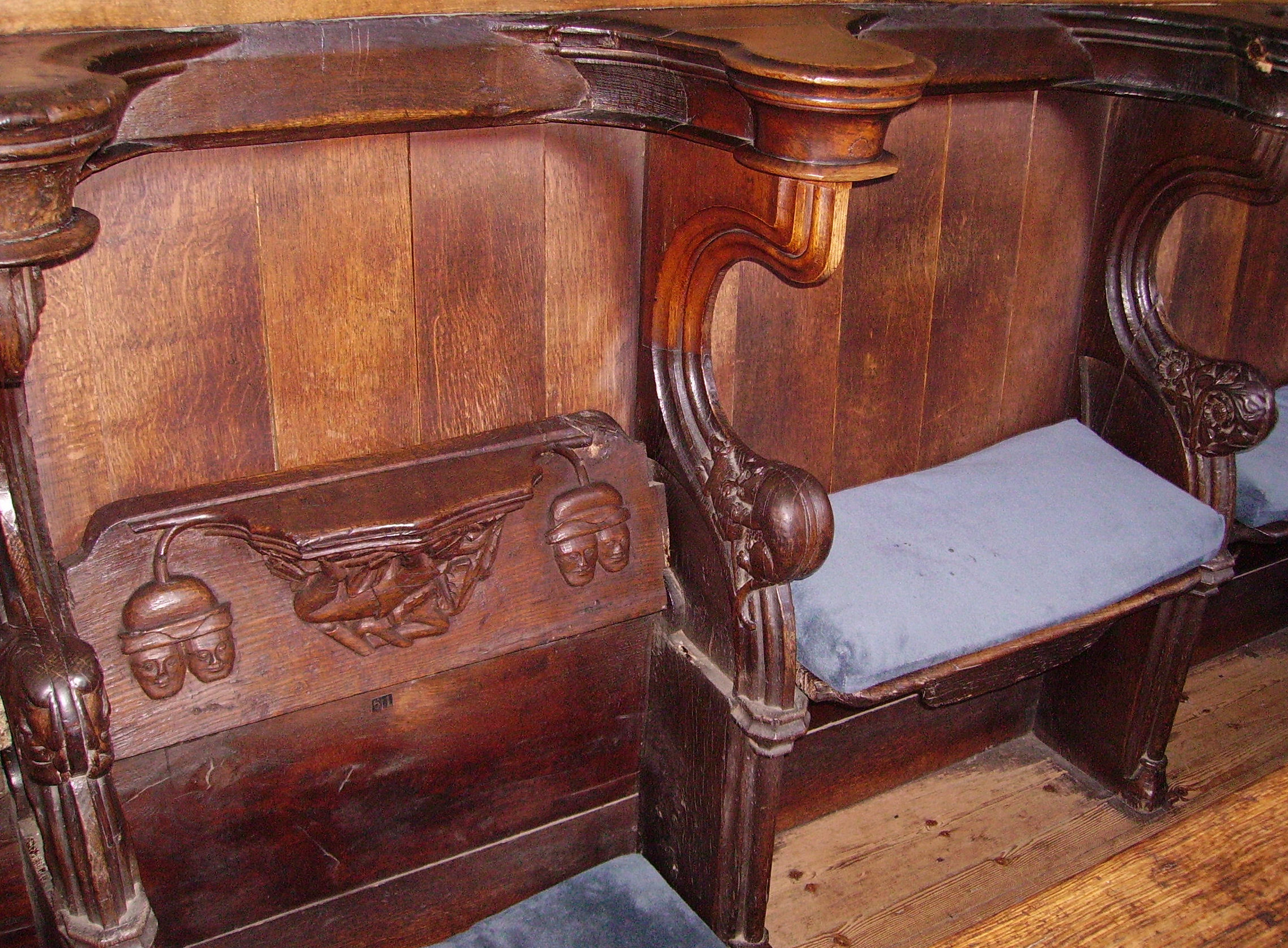
Twee gelijke koorbankjes, rechts met zitting omlaag, links omhoog zodat de misericorde zichtbaar is ("Boston Stump", Boston, Lincolnshire, Engeland)

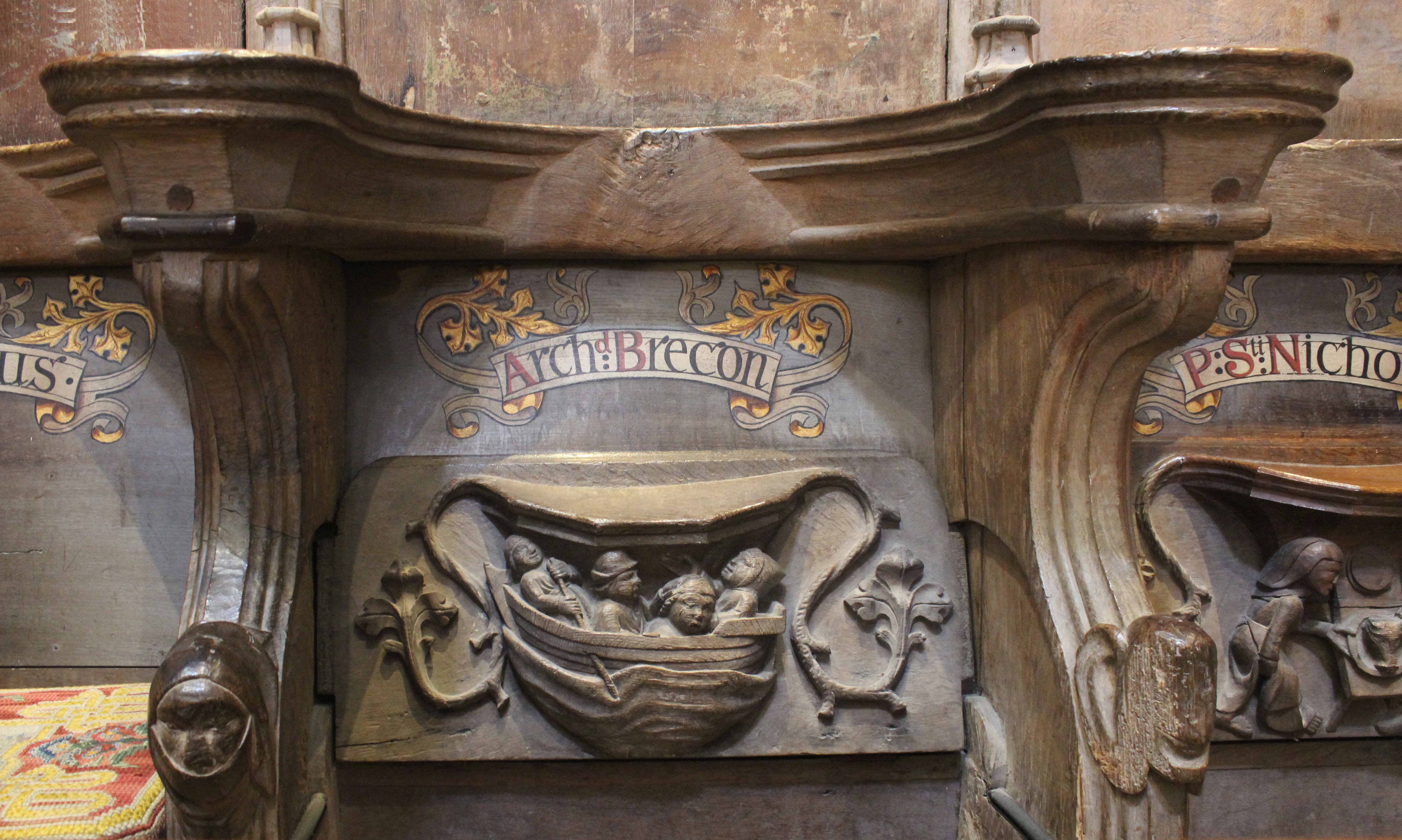
Zetel van de aartsdiaken van Brecon in het koor van de St Davids Cathedral, Wales, met het misericord

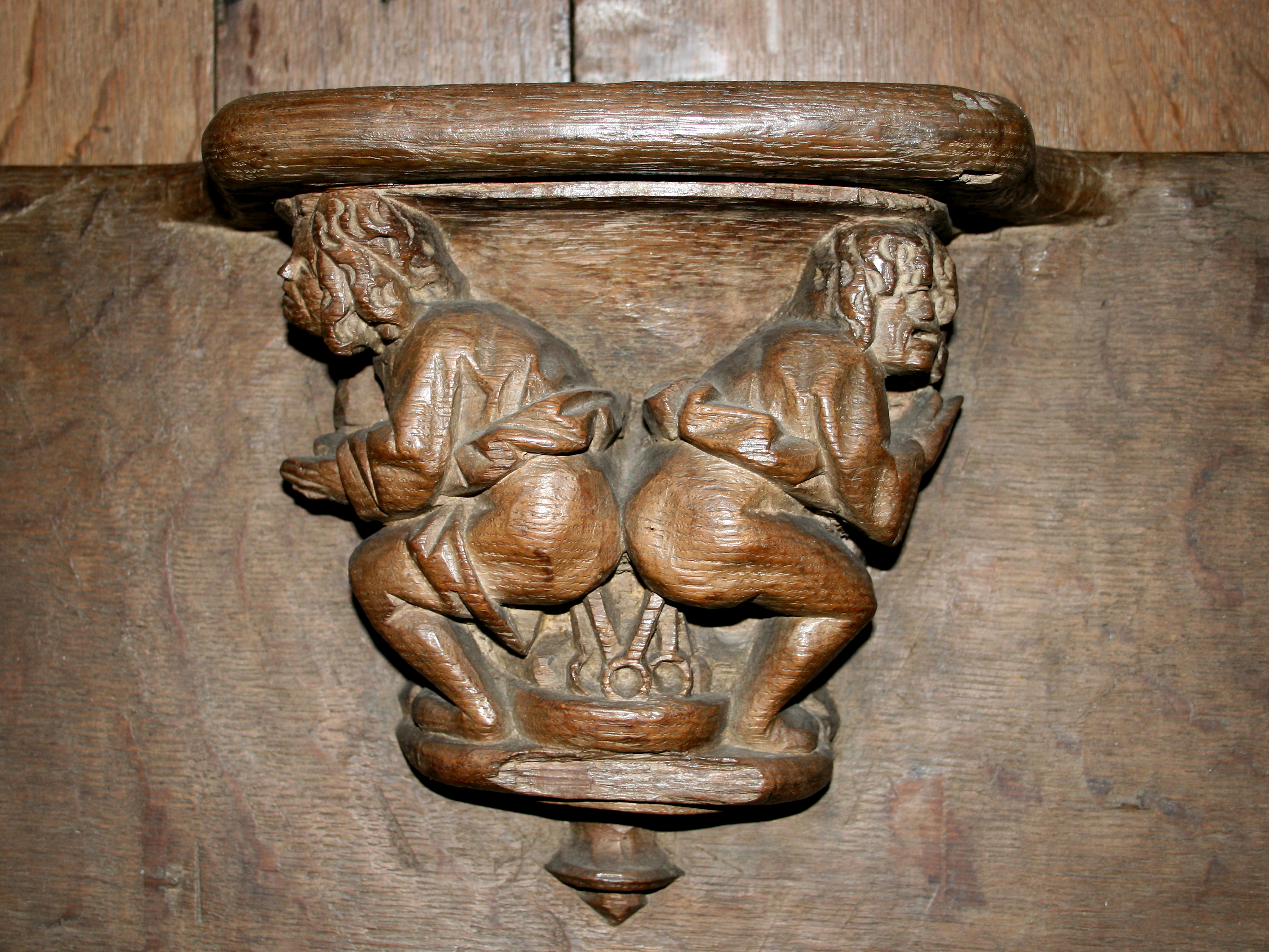
Een misericorde met twee poepende mensen uit Walcourt

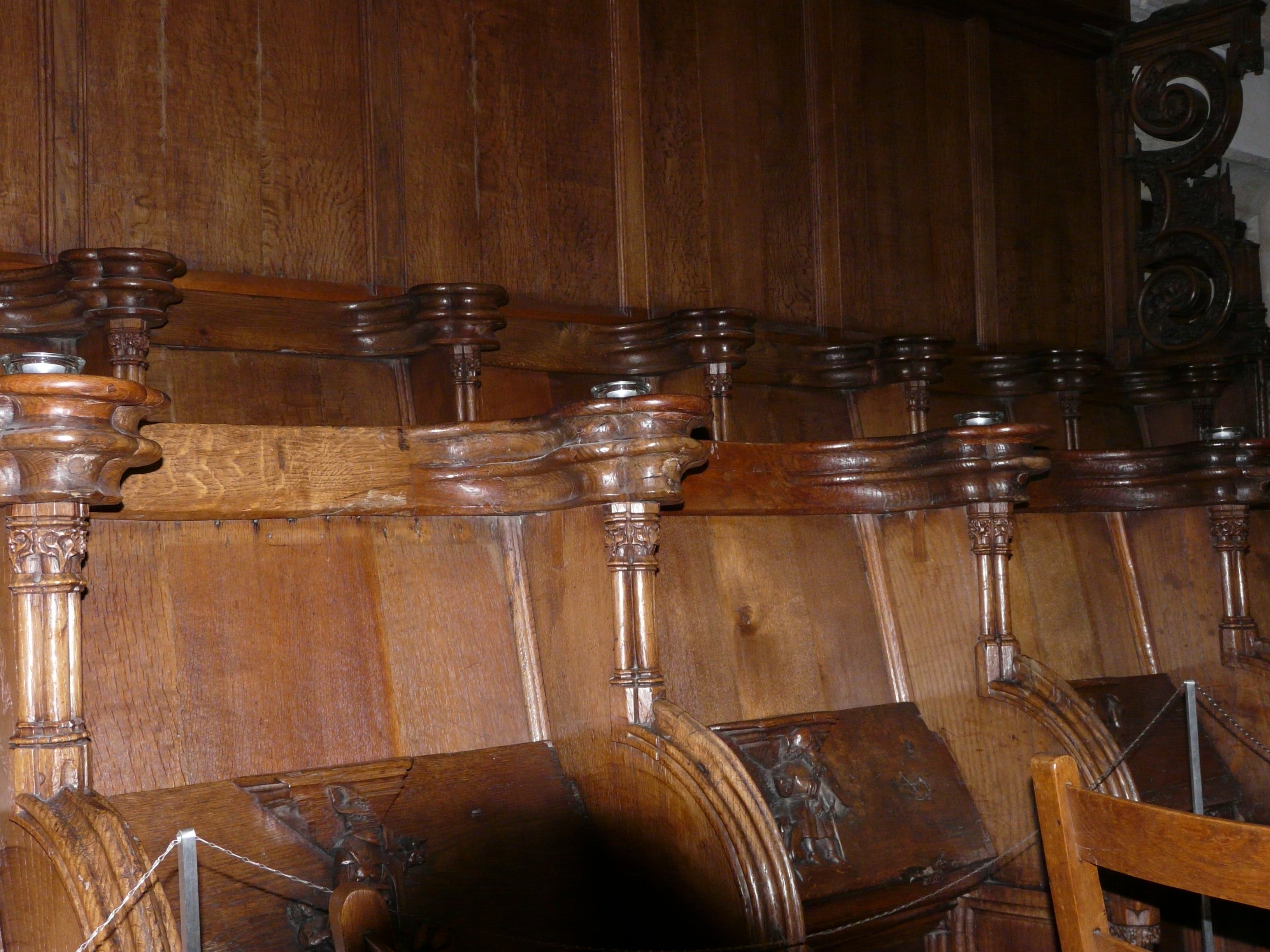
Koorbanken in de Grote Kerk van Breda

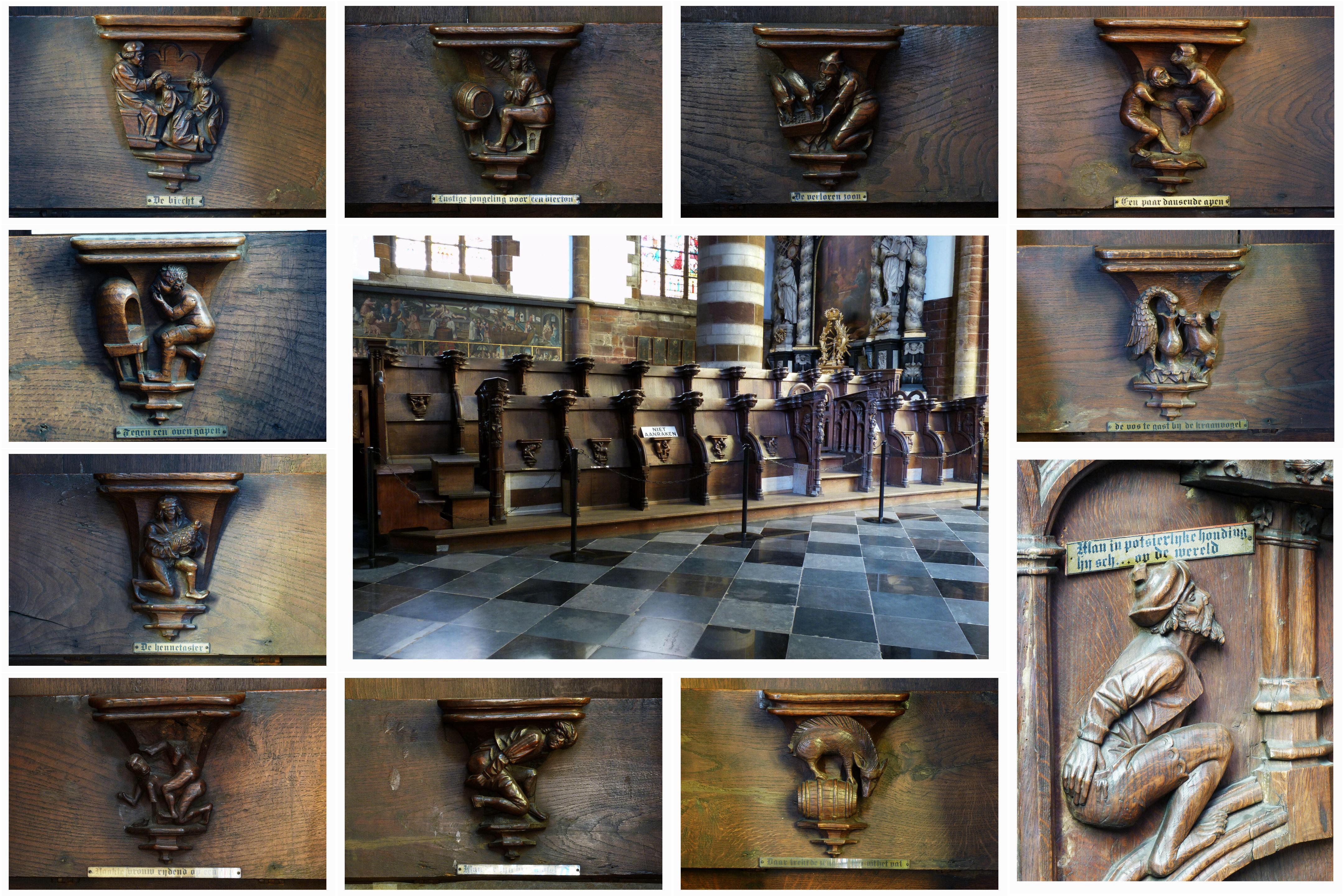
Zitterkens in de Onze-Lieve-Vrouwekerk Aarschot

Een misericorde of zitterken (Vlaams) is een gebeeldhouwd onderdeel aan de onderzijde van houten koorbanken, waarop monniken tijdens het lange staan konden leunen.

## Functie
De naam verwijst naar Misericordia, barmhartigheid. De gebeden werden in de vroege middeleeuwen in kloostergemeenschappen tijdens de dagelijkse gebedsstonden (metten, lauden, priem, terts, none, vespers en completen) staande opgezegd, met geheven handen. Voor oudere of mindervalide broeders bood de misericorde hierbij enige verlichting, omdat ze er al staande enigszins op konden leunen. Tijdens gedeelten van de eredienst waar gestaan moest worden, werden de koorbanken opgeklapt, waarop het zitsteuntje zichtbaar werd.

## Voorstellingen
Deze misericordes, vooral die in de koorstoelen rond het hoogkoor, zijn vaak met veel vaardigheid gesneden. Ze zijn gewoonlijk uitgevoerd in eikenhout en versierd met allerlei houtsnijwerk en illustratieve afbeeldingen, variërend van Bijbelse tot meer wereldse voorstellingen. Regelmatig zijn deze voorstellingen met een zeker gevoel voor humor gemaakt, zoals in Oirschot, waar een mannetje te midden van een bonte verzameling voorwerpen was afgebeeld als personificatie van een ordeloos huishouden. Deze koorbanken zijn bij een brand in 1944 verloren gegaan.
Een koorbank in de Grote Kerk in Breda is in de jaren zestig van de 20e eeuw hersteld met de afbeelding van een motorrijder, waarmee meteen duidelijk wordt dat dit een recente aanvulling is.

## Locaties
Misericordes zijn onder meer te vinden in:
- Nederland:
  - de Oude Kerk in Amsterdam
  - de Grote Kerk in Dordrecht
  - de Sint-Janskathedraal in 's-Hertogenbosch
  - de Grote Kerk in Breda
  - de Martinikerk in Bolsward
  - het Minderbroedersklooster in Megen
  - de Sint-Petrus'-Bandenkerk in Hilvarenbeek
  - de St.-Bavokerk in Haarlem
- In België:
  - de Sint-Geertruikerk in Leuven
  - de Sint-Maternusbasiliek in Walcourt
  - de Onze-Lieve-Vrouwekerk in Aarschot
  - de Sint-Pauluskerk in Antwerpen